# ジョニーは演奏する
『ジョニーは演奏する』（Jonny spielt auf ）は、エルンスト・クルシェネクの台本・作曲によるオペラ。作品45。1922年2月10日、ライプツィヒにて初演された。これは、クルシェネクが生涯にわたり作曲家として活動するための経済的安定をもたらした。しかしながら、ナチスが台頭するにつれ、1927年から1928年にかけてウィーンのナチス信奉者から作品は敵視されることとなった。その後ドイツにおいてナチスが政権をとると、この作品の上演は禁止された。

## 主要登場人物
- アニータ：オペラ歌手（ソプラノ）
- マックス：作曲家（テノール）
- ダニエロ：ヴァイオリニスト（バリトン
- ジョニー：黒人のジャズバンド・ミュージシャン（バリトン）
- イヴォンヌ：ホテルのメイド（ソプラノ）
- ホテルの支配人（テノール）
- 鉄道員（テノール）
- アーティスト（テノール）
- 第1の警察官（テノール）
- 第2の警察官（バリトン）
- 第3の警察官（バス）

## 主な録音
- Decca 436 631-2: Alessandra Marc, Krister St. Hill, Michael Kraus, Maria Posselt, Andreas Korn, Gunar Kaltofen, Roald Reinecke, Dieter Scholz; ライプツィヒ・ゲヴァントハウス管弦楽団 管弦楽; ローター・ツァグロセク指揮
- Vanguard Classics: ルチア・ポップ, Gerd Feldhoff, Thomas Stewart, Leo Heppe, Evelyn Lear; ウィーン国立歌劇場 管弦楽; ハインリヒ・ホルライザー指揮

## 文献
- Holden, Amanda, Viking Opera Guide ,Viking, ISBN 0670812927
- Taylor-Jay, Claire, The Artist-Operas of Pfitzner, Krenek, and Hindemith: Politics and the Ideology of the Artist, Aldershot: Ashgate, 2004.